# バスケットボールコロンビア代表
バスケットボールコロンビア代表（Colombia national basketball team）は、コロンビアバスケットボール連盟により国際大会に派遣されるコロンビアのバスケットボールナショナルチームである。

## 歴史
1982年には自国開催の世界選手権で初出場となる。自国開催で世界選手権初出場は第1回を除き後にも先にもこのコロンビアだけである。
2017年、アメリカ選手権初出場。

## 過去の国際大会成績
- オリンピックの成績
  - 出場なし
- W杯の成績
  - 1982年 ― 7位
- アメリカップの成績
  - 2017年 ― 11位